# Ajdyn Aimbietow
Ajdyn Akanowicz Aimbietow (oryg. Айдын Аканович Аимбетов, ur. 27 lipca 1972 w kołchozie „Zaria Kommunisma” w obwodzie tałdykurgańskim) – kazachski lotnik i kosmonauta. Narodowy Bohater Kazachstanu.

## Życiorys
Służył w siłach powietrznych Kazachstanu, w 1993 ukończył Armawirską Wojskową Wyższą Szkołę Lotniczą Pilotów Obrony Powietrznej im. Kutachowa w Armawirze, dowodził eskadrą lotniczą w Tałdykorganie. 9 listopada 2002 został wyselekcjonowany jako kandydat do odbycia lotu kosmicznego, później przeszedł kursy i szkolenia. Od 2 do 12 września 2015 jako inżynier pokładowy uczestniczył w misji Sojuz TMA-18M/Sojuz TMA-16M, trwającej 9 dni, 20 godzin i 14 minut. Po powrocie, 14 października 2015 otrzymał tytuł Bohatera Narodowego Kazachstanu oraz Order Ojczyzny.
Stowarzyszenie Uczestników Lotów Kosmicznych (Association of Space Explorers) przyznało mu Universal Astronaut Insignia za lot orbitalny (nr 542).